# Сантос, Кристен
Кристен Сантос-Грисволд (англ. Kristen Santos-Griswold; род. 2 ноября 1994 года в Фэрфилде) — американская шорт-трекистка, участница зимних Олимпийских играх 2022 года, чемпионка мира и 4-кратная призёр чемпионата мира. Обладатель Кубка мира на дистанции 1000 м. 

## Спортивная карьера
Кристен Сантос начала кататься в фигурном катании в 3 года, куда привела её мама Донна Лула Соукуп, но в возрасте 9 лет переключилась на шорт-трек в Фэрфилде, после того, как увидела рекламу на канале Disney. Она очень хотела попробовать и умоляла родителей, чтобы отвезли на каток Йельского университета. В 10 лет она выиграла национальные соревнования США в Висконсине, став одной из самых юных фигуристов в своей возрастной группе. Кроме катания на коньках, Кристен также играла в футбол в средней школе, каталась на лыжах, ходила в походы.
После окончания школы в 2012 году она переехала в Солт-Лейк-Сити, чтобы совмещать занятия спортом с обучением в области кинезиологии в Университете штата Юта. Сантос дебютировала на юниорском чемпионате мира в Варшаве в составе эстафетной команды и заняла 12-е место. В 2013 году она сломала ногу и не могла кататься на коньках в течение 3-х месяцев. В американском олимпийском отборочном турнире в январе 2014 года не смогла пройти квалификацию на зимние Олимпийские игры 2014 года в России. В феврале 2015 года на своём первом Кубке мира в Дрездене она пробежала 500 и 1500 метров и заняла 32-е и 28-е места соответственно. 
В том же месяце она приняла участие в зимней Универсиаде в Гранаде. В течение 3-х лет Сантос участвовала на Кубке мира, но высоких результатов не показывала. В 2017 году она получила травму, у неё было перерезано сухожилие на руке. После операции она пропустила месяц соревновании и ещё 3 месяца каталась с гипсом на руке. На отборочных олимпийских соревнованиях к олимпиаде 2018 года Сантос участвовала по-сути с одной рукой и заняла 4-е место в общем зачёте, и не смогла квалифицироваться. 
В феврале 2019 года впервые оказалась на подиуме Кубка мира. В составе смешанной эстафетной команды Сантос выиграла бронзу в Турине. На чемпионате мира в Софии в марте заняла 17-е место в общем зачёте многоборья. В декабре того же года она стала чемпионкой Америки на дистанциях 1000 и 1500 метров и выиграла личное многоборье. На чемпионате США 2020 года заняла 1-е место в беге на 1000 м и 2-е на 500 м и 1500 м. В сезоне 2019/20 годов она завоевала свою первую индивидуальную медаль на Кубке мира: бронзу в Нагое на дистанции 1000 метров. Она также выиграла бронзу в том сезоне с эстафетной командой в Шанхае. Зимой 2021 года выиграла чемпионат США, а в марте на чемпионате мира в Дордрехте, Кристен поднялась на 4-е место в беге на 500 м, в общем зачёте заняла 8-е место и в эстафете 7-е место. 
В сезоне Кубка мира 2021/22 годов в октябре, проходящем в Пекине, она заняла два 3-х места на дистанциях 1000 м и 1500 м, а 31 октября в Нагое выиграла свою первую золотую медаль в беге на 1000 м и первую за 9 лет американское золото. В декабре на Олимпийском овале Юты Сантос выиграла 500 м и 1500 м на отборочном олимпийском турнире и прошла квалификацию на Олимпиаду в Пекине с 1-го места в общем зачёте. В феврале 2022 года на зимних Олимпийских играх в Пекине на дистанции 1000 м заняла 4-е место, где она столкнулась с итальянкой Арианной Фонтаной, и обе конькобежки упали на лёд. В беге на 1500 м Сантос выиграла в четвертьфинале со временем 1:26,783 сек и вышла в полуфинал с лучшим результатом. Однако в полуфинале заняла 5-е место и осталась на 9-м месте в итоге. Также заняла 17-е место в беге на 500 м и 8-е места в смешанной и женской эстафетах.
Она решила завершить карьеру в конце сезона. Однако не совсем удачное выступление на Олимпиаде 2022 дало ей стимул продолжить соревноваться до Олимпиады 2026. В сезоне 2022/23 Кристен вернулась, выиграв чемпионат США на всех трёх дистанциях и установив национальный рекорд на дистанции 1500 метров. После чего участвовала на чемпионате четырех континентов по шорт треку и выиграла золото в смешанной эстафете, а также два серебра на дистанциях 500 и 1500 м и бронзу в женской эстафете. 
В сезоне 2023/24 одержала победы на чемпионате четырех континентов в Лавале на дистанциях 500, 1000 и 1500 м, и стала второй в смешанной эстафете. Она также стала обладателем Кубка мира на дистанции 1000 м и бронзовым призёром на 1500 м, что привело её в серебряной медали в общем зачёте Кубка. В марте на чемпионате мира в Роттердаме Кристен завоевала впервые золотую медаль в беге на 1000 м, серебряную на 1500 м и в эстафете и бронзовую на 500 м и смешанной эстафете. Она стала первым американским шорт-трекистом, завоевавшим медали на всех трёх индивидуальных дистанциях на одном чемпионате мира с тех пор, как этот вид спорта стал олимпийским в 1992 году.

## Личная жизнь
Кристен Сантос окончила среднюю школу "Fairfield Warde", после чего обучалась в Университете Юты и окончила его в 2021 году со степенью в области кинезиологии со степенью в области питания. В 2022 году она начала готовиться к получению докторской степени по физиотерапии. Кристен никогда не ела мяса – её воспитали вегетарианкой. В 2018 году она перешла на полностью вегетарианскую диету. В августе 2022 года Сантос вышла замуж за Трэвиса Грисволда.